# الحارث بن حرب
الحارث بن حرب هو ابن أحد زعماء قريش في الجاهلية حرب بن أمية، وشقيق أبي سفيان بن حرب، الذي كان كبير مكة في الفترة 624-630. كان لديه علاقات تجارية مع سعد بن عبادة، كبير بني خزرج، ساعد الحارث سعد عندما أسرته قريش بعد بيعة العقبة الثانية.
تزوج من صفية بنت عبد المطلب، عمة النبي محمد، وتوفي عنها. وتزوجت بعده العوام بن خويلد.